# 五味廣文
五味 廣文（ごみ ひろふみ、1949年5月13日 - ）は、金融庁長官（2004年7月2日～2007年7月10日）、大蔵官僚。現在、SBI新生銀行取締役会長。山梨県生まれ。神奈川県育ち。

## 経歴

### 学歴
- 1968年3月 - 栄光学園高等学校卒業（16期）
- 1972年3月 - 東京大学法学部第1類（私法コース）卒業
- 1981年 - ハーバード・ロー・スクール修了（LL.M.）

### 職歴
- 1972年4月 - 大蔵省入省（関税局企画課）
- 1973年8月 - 名古屋国税局調査査察部
- 1974年8月 - 大臣官房調査企画課
- 1975年7月 - 内閣総理大臣官房審議室（三木武夫内閣）
- 1977年7月 - 館山税務署長
- 1978年7月 - 国税庁調査査察部査察課課長補佐
- 1980年7月 - 米国留学（ハーバード・ロー・スクール国際租税セミナー）
- 1981年7月 - 国際金融局投資第二課課長補佐（総括・企画）[1]
- 1983年6月 - 主計局給与課課長補佐
- 1985年6月 - 主計局主計官補佐（通産第一、二係主査）
- 1987年7月 - 熊本県企画開発部長
- 1989年7月 - 日本たばこ産業（株）企画部経営管理課長
- 1991年6月 - 主計局共済課長
- 1993年7月 - 主計局主計官（防衛担当）
- 1994年7月 - 銀行局特別金融課長
- 1996年7月 - 銀行局調査課長
- 1997年7月 - 大臣官房参事官兼審議官（大臣官房担当）
（のち金融監督庁設立準備室主幹）
- 1998年6月 - 金融監督庁検査部長
- 2000年7月 - 証券取引等監視委員会事務局長
- 2001年7月 - 金融庁検査局長
- 2002年7月 - 金融庁監督局長
- 2004年7月 - 金融庁長官
- 2007年7月 - 金融庁顧問
- 2007年10月 - 西村あさひ法律事務所顧問（2009年まで）
- 2008年1月 - 株式会社ジパング顧問
- 2008年6月 - 株式会社ジパング社外取締役
- 2008年4月 - リッキービジネスソリューション株式会社顧問
- 2009年10月 - 株式会社プライスウォーターハウスクーパース総合研究所理事長、プライスウォーターハウスクーパースのアジア・太平洋地区金融リーダーシップチームのアドバイザー
- 2013年3月 - ニューバーガー・バーマン株式会社最高顧問[2]
- 2014年1月 - 西村あさひ法律事務所アドバイザー[3]
- 2015年1月 - ボストン・コンサルティング・グループシニアアドバイザー[4]
- 2015年6月 - アイダエンジニアリング株式会社取締役[5]
- 2016年6月 - インフォテリア株式会社社外取締役[6]、株式会社ミロク情報サービス取締役[5]
- 2017年6月 - SBIホールディングス株式会社社外取締役[7]
- 2019年6月 - 株式会社ZUU取締役[5]
- 2019年11月 - 瑞宝重光章受章[8][9]
- 2020年6月 - 株式会社福島銀行取締役[10]
- 2022年2月 - 株式会社新生銀行取締役会長[11]

## 同期入省
- 津田広喜（財務事務次官）
- 渡辺博史（財務官）
- 木村幸俊（国税庁長官）
- 藤本進（大臣官房審議官、豊田章一郎の婿）
- 新原芳明（証券取引等監視委員会事務局長）
- 滝本豊水（財政金融研究所次長）
- 豊田潤多郎

## 官僚時代
大蔵省時代は予算や税関係の職務を行う。金融庁長官就任後は、足利銀行、りそな銀行への公的資金注入を決断し、生損保会社の保険金不払い問題や消費者金融会社のグレーゾーン金利問題、公認会計士の粉飾決算への関与などで業務停止命令をする。2007年7月10日の長官退任後、金融庁顧問に就任する。

## 退官後
官職時代から政治への野心を隠さず、郷里の神奈川県知事選挙への出馬もとりざたされていたところ、金融庁からの再就職斡旋を辞退し、同年9月28日付で退官して10月1日付で西村あさひ法律事務所の顧問に就任した。
なお、同事務所は、過去に大蔵省接待汚職事件で減給処分を受けて辞職した大蔵省から長野庬士を受け容れたこともあって一部マスコミに天下りを疑う声もあったが、人事院は、中央官庁の事務トップが退任からまもなく法律事務所に転ずることについて「国家公務員法が離職後2年間の再就職を原則禁じる『密接な関係のある営利企業』にあたらない」としており、渡辺喜美金融担当相は、「金融庁の斡旋は一切なく、自らの知見を活用した再就職が行われたことは、これからの再就職モデルとして大いに賞賛すべき」と述べている。

## 栄光学園時代
バレー部主将。
栄光学園同期
- 木村幸俊（国税庁長官）
- 水田邦雄（厚生労働省保険局長）

栄光学園一期下
- 望月晴文（資源エネルギー庁長官）
- 佐藤隆文（金融庁長官）

## 著作

### 単著
- 『金融動乱 金融庁長官の独白』日本経済新聞出版社、2012年。ISBN 978-4-532-35512-8